# Vincenzo Botta (accademico)
Vincenzo Botta (Cavallermaggiore, 11 novembre 1818 – New York, 5 ottobre 1894) è stato un politico e scrittore italiano naturalizzato statunitense.

## Biografia
Vincenzo Botta nacque in Piemonte a Cavallermaggiore l'11 novembre 1818. Studiò presso la Università di Torino e vi divenne professore di filosofia. Nel 1849 fu eletto nel Parlamento sabaudo, e nel 1850, in collaborazione con un altro deputato, Luigi Parola, fu incaricato di studiare il sistema educativo in Germania. La loro relazione sulle università e le scuole tedesche fu pubblicata quello stesso anno a spese del governo .
Nel 1853 Botta incontrò a Torino la scrittrice statunitense Anne Lynch, che si trovava in viaggio in Europa. Per rimanerle accanto, Botta si fece subito trasferire a New York con l'incarico di indagare il sistema scolastico pubblico americano. Trovò New York di suo gradimento, e vi si stabilì. Botta e Lynch si sposarono nel 1855 ed egli fu naturalizzato americano. I due formarono un collaudato sodalizio culturale. La loro casa divenne un rinomato salotto culturale, frequentato da molti dei più famosi autori, pittori e musicisti d'Europa e d'America. Mentre Anne Lynch continuò la sua attività letteraria, Botta dal 1856 al 1894 insegnò filosofia e italiano alla New York University, ricoprendo per molti anni la carica di direttore del dipartimento di lingua e letteratura italiana fino alla sua morte il 5 ottobre 1894.

## Opere principali
- Del pubblico insegnamento in Germania. Studi, coautore Luigi Parola, Torino, Tip. G. Favale, 1851
- Public instruction in Sardinia: an account of the system of education, and of the institutions of science and art in the Kingdom of Sardinia, Hartford, F.L. Brownell, 1858
- A discourse on the life, character, and policy of count Cavour, New York, G. P. Putnam, 1862
- Dante as philosopher, patriot, and poet, with an analysis of the Divina Commedia, its plot and episodes, New York, Scribner, 1865; nuova ed. 1886
- An Historical Account of Modern Philosophy in Italy in Ueberweg's History of Philosophy from Thales to the Present Time, London, Hodder and Stoughton, 1872